# یوهان هاینریش زیدلر

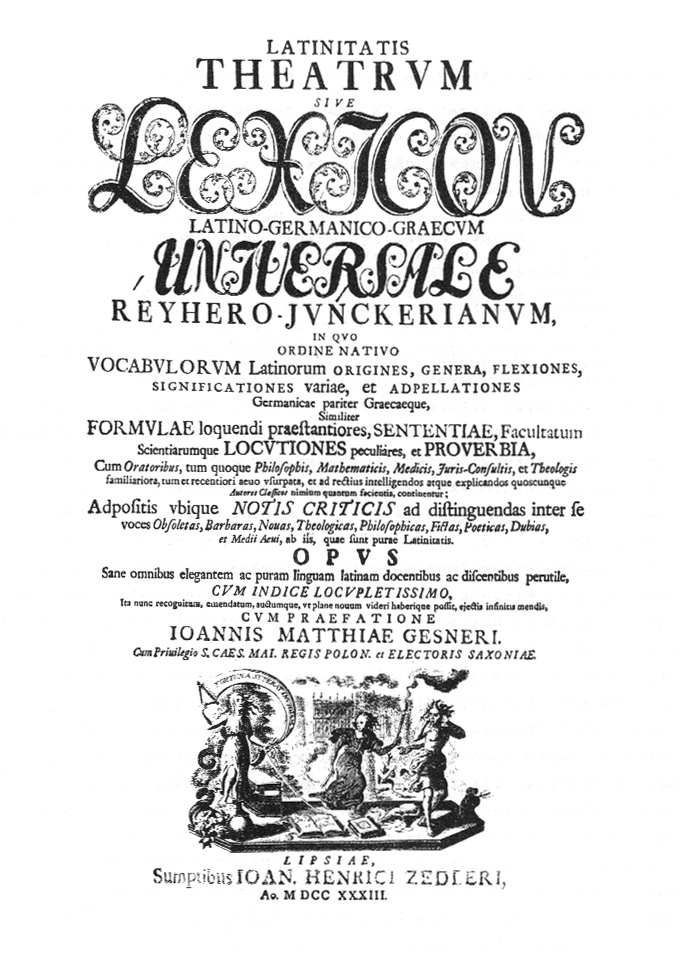
نمایی از اولین پروژهٔ بزرگ انتشارات زیدلر با عنوان: مرد عزیز خدا، مارتین لوتر. صفحه اصلی و عنوان جلد اول. لایپزیگ ۱۷۲۹ میلادی.

یوهان هاینریش زیدلر (به آلمانی: Johann Heinrich Zedler)  (زاده وروتسواف ۷ ژانویه ۱۷۰۶ میلادی- درگذشته در لایپزیک در ۲۱ مارس ۱۷۵۱ میلادی) نویسنده، ناشر و دانشنامه نگار آلمانی قرن ۱۸ میلادی و صاحب دائرةالمعارف زیدلر بود.

## زندگی‌نامه
زیدلر در وروتسواف متولد شد. سال تولد وی ۱۷۰۶ م است. او به نویسندگی علاقه داشت و در ۴۵ سالگی در سال ۱۷۵۱م درگذشت. یوهان هاینریش زیدلر را نباید با فیزیکدان معاصرش یوهان هاینریش شولتسه (درگذشته به سال ۱۷۴۴م) اشتباه گرفت.

## آثار
زیدلر دارای تالیفاتی است ولی مهمترین اثر وی دائرةالمعارفی است که گسترده‌ترین دانشنامه قرن ۱۸ آلمان است. نام دائرةالمعارف وی Grosses vollständiges Universal-Lexicon است.